# هگزاهیدروکسی-۱٬۴-نفتالن‌دیون
هگزاهیدروکسی-۱،۴-نفتالن‌دیون (به انگلیسی: Hexahydroxy-1,4-naphthalenedione) با فرمول شیمیایی C۱۰H۶O۸ یک ترکیب شیمیایی است. که جرم مولی آن ۲۴۱٫۰۵۲۷ g/mol می‌باشد. 